# 德罗伊陨石坑
德罗伊陨石坑（De Roy）是位于月球背面南半部一座较大的撞击坑，其名称取自比利时天文学家费利克斯·德罗伊（1883年-1942年），1970年被国际天文学联合会批准接受。

## 描述
该陨坑西侧毗邻李普曼环形山、西北靠近查德威克陨石坑、较小的安德逊陨石坑及阿伦尼乌斯陨石坑分别位于它的东北偏北和东面，而东南和西南则分别坐落了布兰查德陨石坑和匹兹伐环形山。该陨坑中心月面坐标为55°14′S 98°59′W / 55.24°S 98.99°W，直径43.51公里，深度约2.25公里。
德罗伊陨石坑的坑壁已磨损钝化，外观轮廓大致呈不规则圆状。它的北侧壁穿切有一道宽阔的裂槽，东南壁覆盖了二座小陨坑，而它的西南侧外壁也附靠了一座小撞击坑。该陨坑坑壁最大高出周边地形1060米内部容积约1451.17立方千米。坑底表面较为平坦，除散布有一些微小的坑穴外，没有其它醒目的地貌特征。
该陨坑坐落在形成于酒海纪期，直径630公里的孟德尔-里德伯盆地内。该区域有时在合适的月球摄动期间会进入地球视野范围，但即便如此，也只能看到该陨坑的侧面和很少的细节。

## 卫星陨石坑
按惯例，最靠近德罗伊陨石坑的卫星坑在月图上以字母标注在该坑中心点的旁边。
| 德罗伊 | 纬度     | 经度      | 直径      |
| ------ | -------- | --------- | --------- |
| N      | 59.59° S | 102.89° W | 24.98公里 |
| P      | 58.20° S | 102.55° W | 35.65公里 |
| Q      | 57.92° S | 103.52° W | 21.72公里 |

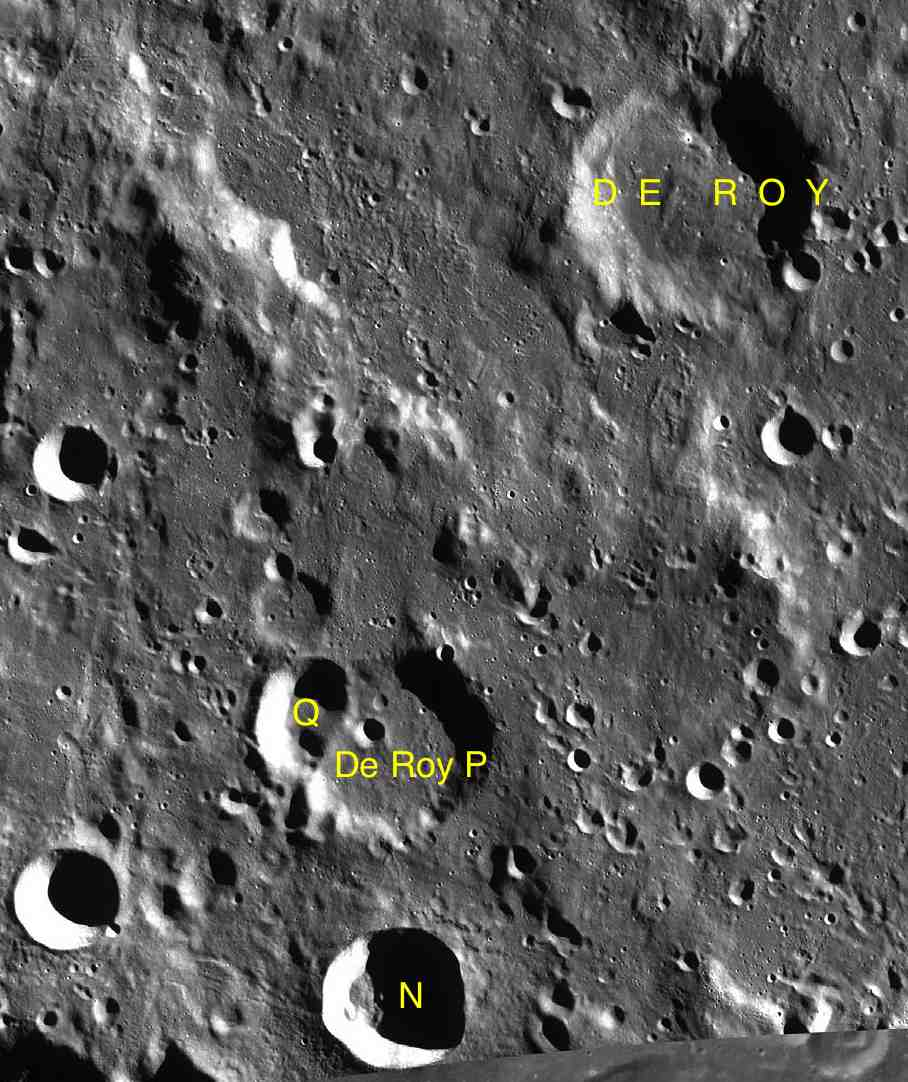
LAC-135 区域图

1985年卫星坑德罗伊 X已被国际天文学联合会更名为查德威克陨石坑。

## 另请参阅
- Andersson, L. E.; Whitaker, E. A. . NASA RP-1097. 1982.
- Blue, Jennifer. . USGS. July 25, 2007  [2007-08-05]. （原始内容存档于2013-02-13）.
- Bussey, B.; Spudis, P. . New York: Cambridge University Press. 2004. ISBN 978-0-521-81528-4.
- Cocks, Elijah E.; Cocks, Josiah C. . Tudor Publishers. 1995. ISBN 978-0-936389-27-1.
- McDowell, Jonathan. . Jonathan's Space Report. July 15, 2007  [2007-10-24]. （原始内容存档于2018-12-25）.
- Menzel, D. H.; Minnaert, M.; Levin, B.; Dollfus, A.; Bell, B. . Space Science Reviews. 1971, 12 (2): 136–186. Bibcode:1971SSRv...12..136M. doi:10.1007/BF00171763.
- Moore, Patrick. . Sterling Publishing Co. 2001. ISBN 978-0-304-35469-6.
- Price, Fred W. . Cambridge University Press. 1988. ISBN 978-0-521-33500-3.
- Rükl, Antonín. . Kalmbach Books. 1990. ISBN 978-0-913135-17-4.
- Webb, Rev. T. W.  6th revised. Dover. 1962. ISBN 978-0-486-20917-3.
- Whitaker, Ewen A. . Cambridge University Press. 1999. ISBN 978-0-521-62248-6.
- Wlasuk, Peter T. . Springer. 2000. ISBN 978-1-85233-193-1.